# Taux d'intérêt
 (avril 2009).
Le taux d'intérêt d'un prêt ou d'un emprunt fixe la rémunération du capital prêté (exprimée en pourcentage du montant prêté) versée par l'emprunteur au prêteur. Le taux et les modalités de versement de cette rémunération sont fixés lors de la conclusion du contrat de prêt. Ce pourcentage tient compte de la durée du prêt, de la nature des risques encourus et des garanties offertes par le prêteur.
Les taux d'intérêt sont utilisés dans de multiples domaines, des instruments financiers jusqu'aux produits d'épargne (compte d'épargne), en passant par les obligations. Il est l'un des principaux canaux de transmission de la politique monétaire.

## Définition
Le taux d'intérêt dit nominal correspond au taux tel qu'établi au moment de la conclusion du prêt. Le taux d'intérêt dit réel mesure la charge d'intérêt qui s'applique en réalité au prêt concerné compte tenu de l'évolution des prix.
Le taux d'intérêt peut être convenu pour une valeur fixe — constante sur toute la durée du prêt — ou pour une valeur variable. Dans ce cas, le profil d'évolution du taux est fixé d'après une formule de variation définie contractuellement, en rapport avec un indicateur de référence.
Selon la durée du prêt, le niveau de taux appliqué est conditionné par celui constaté sur le marché, ainsi :
- les taux d'intérêt à court terme sont fixés sur le marché monétaire, où la banque centrale joue un rôle déterminant ;
- les taux d'intérêt à moyen et long terme, appelés aussi rendements obligataires, sont négociés sur le marché obligataire.

Les taux d'intérêt de long terme sont généralement plus élevés que ceux de court terme, du fait de l'existence d'une prime de risque pour les placements de long terme. Dans certaines situations exceptionnelles, une inversion de la courbe des taux peut avoir lieu .
Pour les économistes de l'école néoclassique, le taux d’intérêt est la rémunération de l’abstinence : celui qui prête renonce à une consommation immédiate pour épargner. Le taux d’intérêt devient le prix du temps, la récompense de l’attente.
Pour l'économiste anglais John Maynard Keynes, le taux d’intérêt mesure la répugnance des détenteurs de monnaie à aliéner leur droit d’en disposer à tout moment car il conduit les agents à choisir entre la détention d'actifs liquides et leur placement consenti contre rémunération. Le taux d'intérêt est le prix à payer au prêteur pour qu'il renonce à sa préférence pour la liquidité.

## Détermination
Un prêt est un contrat, librement négocié entre contractants. Il peut donc s'effectuer en théorie à n'importe quel taux, même éloigné de celui du marché financier. La législation fixe cependant des plafonds, comme celle qui en France définit l'usure.
Les trois principaux paramètres qui conduisent à déterminer le niveau des taux d'intérêt sont :
1. le type de crédit accordé : obligation, swap, prêt bancaire, etc.
2. la durée de l'emprunt ainsi que les modalités et le calendrier prévus de remboursement du capital et des intérêts.
3. le risque pris par le prêteur en regard de l'objet du prêt et de la qualité de l'emprunteur.

Pour comparer les taux d'intérêt versés par un même emprunteur en fonction de la durée de l'emprunt, les économistes tracent une courbe de taux, qui permet d'anticiper et de mesurer pour en tenir compte :
- les fluctuations éventuelles en matière de conjoncture économique et de politique monétaire
- l'influence de l'offre et de la demande de capitaux, pour chacune des durées de crédit.

## Principaux types de taux
Différents types de taux d'intérêt sont usuellement définis :

### Selon la nature du taux défini
- Taux fixe, c'est-à-dire identique sur toute la durée du prêt,
- Taux variable. Dans ce cas, et exclusivement dans le cadre d'un placement, le taux modifié est appliqué à tous les versements effectués. Il peut être indexé :
  - soit sur l'inflation, ce qui signifie qu'il augmente quand le taux d'inflation augmente et inversement,
  - soit sur un taux de référence du marché monétaire, par exemple l'Euribor, ou bien du marché obligataire.
- Taux révisable (semi-variable). Dans ce cas, et exclusivement dans le cadre d'un placement, le taux modifié est appliqué uniquement sur les nouveaux versements. Si le taux est indexé, l'indexation joue alors de façon limitée et par tranches de durée, par exemple par périodes annuelles.

### Selon la période de référence visée pour le taux défini ou constaté
- Taux facial: c'est un taux d'intérêt défini au moment de l'émission d'un titre et servant à calculer le montant du coupon en pourcentage de la valeur nominale du titre. Voir taux d'intérêt nominal.
- Taux actuariel: c'est le coût réel de l'obligation contractée en fonction de son prix d'achat et de la durée de vie de l'emprunt.

### Selon leur usage juridique
Le droit retient également la notion de taux effectif, laquelle comprend le taux d'intérêt.
Il existe plusieurs sortes de taux effectif :
- Taux effectif global ou TEG : est un indicateur juridique standardisé, dont le calcul comprend un taux financier (ou débiteur, ou nominal), ainsi que d'autres éléments, agrégés selon une méthode standard.

Le TEG était notamment utilisé pour les crédits immobiliers aux particuliers, avant 2016.
- Taux annualisé effectif global ou TAEG : est un indicateur juridique standardisé, dont le calcul comprend un taux financier (ou débiteur, ou nominal), ainsi que d'autres éléments, agrégés selon une méthode standard.

Le TAEG est utilisé pour les crédits à la consommation et pour les crédits immobiliers des particuliers, depuis 2016. C'est un taux actuariel équivalent.
Ces « taux » sont massivement utilisés et destinés aux particuliers emprunteurs ; ils contribuent à favoriser leur information et leur protection.
- Taux d'intérêt légal en France : représente le taux fixé pour la production d'intérêts, consécutive à des situations légales ou à des décisions judiciaires.

### Le cas particulier des taux d'intérêt négatifs
Contrairement à une idée reçue, les taux d'intérêt — et pas uniquement les taux d'intérêt réels, c'est-à-dire défalqués du taux de l'inflation — peuvent très bien être négatifs. Ils peuvent descendre sous le taux plancher zéro.

## Importance des conventions utilisées
Suivant les conventions utilisées, le taux d'intérêt pour un même emprunt peut être mesuré et affiché selon des valeurs sensiblement différentes.
Ainsi, en prenant un emprunt de 100, remboursé 102.50 un trimestre de 92 jours plus tard, qui intuitivement semble correspondre à environ 10 % en taux annuel, peut correspondre en fait sur la période, selon les principaux usages européens :
- à 9,66 % en taux au jour-le-jour du marché monétaire ;
- à 9,78 % en taux in fine du marché monétaire ;
- à 10,29 % en taux actuariel.

Même si, grâce à la mondialisation des marchés financiers et, récemment la création de l'euro, un mouvement réel de standardisation des usages locaux a été constaté, le nombre de méthodes et de conventions de calcul des taux d'intérêt reste important.
En France, pour les produits destinés aux particuliers, souvent déroutés par l'existence de ces différents modes de calcul, le législateur impose généralement l'affichage du taux actuariel.

## Organisation des marchés de taux d'intérêt

### Marchés directeurs
Il existe deux marchés de référence des taux d'intérêt de 0 à 30 ans, dont on dit qu'ils bénéficient d'une très grande « liquidité » parce qu'il y a en permanence beaucoup de transactions.
- le marché des principaux emprunts d'État, par exemple celui des contrats sur Bunds d'Eurex
- le marché des swaps contre IBOR.

Le marché des emprunts d'État fournit la courbe des taux d'intérêt sans risque, celui des swaps, celle des taux d'intérêt interbancaires, c'est-à-dire des taux d'intérêt à court terme, pour lesquels les banques centrales jouent un rôle majeur.

### Formation des taux
La valorisation d'un instrument de taux comportant un risque de crédit (prêt, obligation, etc) s'effectue en :
- actualisant l'échéancier des flux financiers de l'instrument avec les coefficients d'actualisation applicables aux emprunts d'État ;
- en lui ajoutant une prime de liquidité, c'est-à-dire une estimation du coût de négociation de l'instrument ;
- et enfin en ajoutant une estimation de l'espérance mathématique du risque de défaut de l'emprunteur pendant la durée du prêt. Pour l'évaluer, on procède par comparaison avec la dette ou, de plus en plus, les credit default swaps des émetteurs de même notation. À noter que l'estimation du risque de défaut de l'emprunteur amène naturellement à renchérir les taux d'intérêt pour les emprunteurs à revenus modestes.

L'écart de taux actuariel dont il faut décaler la courbe des taux zéro-coupon des emprunts d'État pour aboutir au prix, constaté sur le marché, d'un instrument est appelé communément spread de taux de l'instrument et sert à comparer les valeurs relatives des différents instruments de taux. Avant la généralisation de l'usage d'ordinateurs à forte puissance de calcul, on utilisait simplement l'écart entre le taux actuariel de l'instrument et celui d'un emprunt d'État de durée voisine, mais cette méthode est assez imprécise et tend progressivement à disparaître.

### Processus de diffusion
D'une façon générale, et pour tous les marchés de taux dans le monde, il convient de retenir que les taux :
- se forment en premier lieu sur les instruments les plus liquides, donc généralement des futurs quand ils existent ;
- et se diffusent aux autres instruments par deux processus voisins :
  - la substitution (en anglais : switching) c’est-à-dire la vente par les gestionnaires de fonds d'un actif qu'ils ont en stock et l'achat d'un autre qu'ils jugent moins cher en valeur relative,
  - l'arbitrage, dont le principe est voisin, mais qui est réalisé ex nihilo, sans stock, et pour compte propre.

Par ailleurs, l'arbitrage repose, pour les obligations, sur la possibilité de les emprunter, généralement en repo. Seul un marché où le prêt/emprunt de titres est lui-même liquide sera efficient. Or près de 90 % des repos ont lieu soit en dollar, soit en euro…

### Volumes traités
Il est difficile d'avoir une idée précise des volumes négociés globalement sur les marchés de taux d'intérêt. L'étude triennale de la Banque des règlements internationaux a montré qu'en 2004, les volumes quotidiens de produits dérivés de taux d'intérêt, et uniquement eux, étaient de l'ordre de 5 500 milliards de dollars US. Compte tenu des différentes statistiques éparses dont on dispose par ailleurs, un volume global quotidien de l'ordre de 8 000 milliards de dollars US semble réaliste.

### Concepts généraux
- Actualisation
- Arbitrage
- Banque
- Banque centrale
- BCE
- Banque de dépôt
- Banque d'investissement
- Crédit
- Dette
- Dette publique
- Doctrine Germain
- Emprunt
- Glass-Steagall Act
- Hedge fund
- Inflation
- Long Term Capital Management
- Marchés financiers
- Monnaie
- Notation financière
- Placement
- Point de base
- Politique monétaire
- rendements obligataires
- Réserve fédérale des États-Unis
- Taux d'intérêt équivalent
- Taux d'intérêt négatifs
- Taux d'intérêt nominal
- Taux d'intérêt réel
- Taux d'intérêt effectif
- Taux effectif global ou TEG
- Taux annualisé effectif global ou TAEG
- Usure

- Les agences spécialisées (Bloomberg LP, Reuters, etc) ainsi que les plateformes de trading d'instrument de taux d'intérêt (MTS, Cantor Fitzgerald, etc) tirent une partie importante de leurs revenus de la vente d'informations quantitatives aux participants aux marchés financiers. L'information gratuite sur les marchés de taux est donc fort peu disponible sur internet.

### Marché monétaire
- Banque centrale
- BCE
- Billet de trésorerie
- BTAN
- BTF
- Bubill
- Canal du taux d'intérêt
- Certificat de dépôt
- Change à terme
- Futures
  - Eurodollar : CME - LIFFE - Simex
  - Euribor : LIFFE
- Produit dérivé financier
- Eonia
- Euribor
- Fed Funds
- Forward Rate Agreement
- IBOR
- Libor
- Mercato dei Titoli di Stato
- Open market
- Réserve fédérale des États-Unis
- Réméré
- Repo
- Schatz
- Swaps
- Taux au jour-le-jour
- Taux d'escompte
- Taux directeur
- Taux in fine
- T Bill
- Titres de Créances Négociables (TCN)

### Marché obligataire
- Obligation (finance)
- Obligation à taux fixe
- Obligation à taux variable
- Obligation convertible
- Obligation zéro-coupon
- Rendements obligataires
- Actualisation

#### Marché des emprunts d'État

##### Concepts généraux
- Courbe de taux
- Taux sans risque
- Ted
- Démembrement
- Strip
- Futures
- Squeeze
- Corner

##### Zone Euro
- OAT
- TEC
- OATi
- BTAN
- Bund
- Bobl
- Schatz
- Obligation linéaire
- Mercato dei Titoli di Stato
- Eurex

##### États-Unis
- T-Note
- T-Bond
- Chicago Board of Trade

##### Autres
- Japon : Japanese Government Bond (JGB)
- Grande-Bretagne : Gilt

#### Marché du crédit
- Credit default swap
- Dérivés de crédit
- Notation financière
- Prime de liquidité
- Risque de crédit
- Spread de crédit
- Swap
- Titrisation

### Mathématiques financières
- Coefficient d'actualisation
- Courbe de taux
- Duration
- Intérêts composés
- Sensibilité
- Taux actuariel
- Taux zéro-coupon
- Valeur actualisée

### Produits dérivés
Les produits dérivés (accessibles aux entreprises et à tout organisme privé ou public du moment qu'il gère un montant de dette ou de trésorerie important) sont négociables auprès des banques. Néanmoins, afin d'obtenir un conseil spécialisé et impartial sur les arbitrages à réaliser, il est possible de passer par un cabinet de conseil en risque de taux, indépendant de toute banque ou de tout organisme parabancaire.
- Taux de référence

#### Produits dérivés fermes
- Chicago Board of Trade
- Change à terme
- CME
- Credit default swap
- Dérivés de crédit
- Constant maturity swap
- Eurex
- Forward
- Forward Rate Agreement
- Futures
- LIFFE
- Simex
- Swap

#### Produits dérivés optionnels
- Butterfly
- Call
- Cap
- Floor
- Lettres grecques en mathématiques financières
- Modèle Black-Scholes
- Obligation convertible
- Put
- Straddle
- Strangle
- Swaption
- Volatilité

## Liens externes

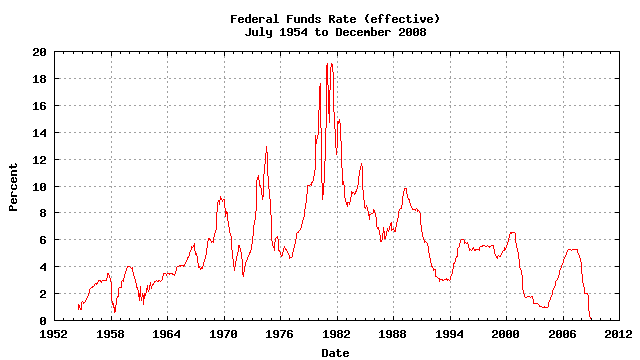
Taux au jour-le-jour (Fed Funds) du marché monétaire américain

### Taux d'intérêt de la zone euro: relevés quotidiens à 11h, heure de Paris
- TEC10 : taux actuariel d'une OAT théorique d'échéance 10ans

### Taux d'intérêt américains
- Base de données de la Fed - Attention, conventions hétérogènes

### Taux d'intérêt des crédits immobiliers en France
- Baromètre des taux immobiliers